# پیمان بخارست، ۱۹۱۸
پیمان بخارست عهدنامه صلحی میان پادشاهی رومانی در یک طرف و دول محور جنگ جهانی اول یعنی اتریش-مجارستان، امپراتوری آلمان، امپراتوری عثمانی و بلغارستان در طرف دیگر بود که به دنبال بن‌بست در جبهه رومانی و خروج روسیه از جنگ و انعقاد عهدنامه برست-لیتوفسک توسط دولت شوروی رخ داد. این پیمان در ۷ مه ۱۹۱۸ در بوفته نزدیک بخارست منعقد شد.

## مفاد مهم عهدنامه بخارست
- رومانی مجبور شد که دوبرویا جنوبی و و ناحیه جنوب دوبرویا شمالی را به بلغارستان واگذار کند. باقی منطقه دوبرویا شمالی نیز تحت کنترل دول محور باقی می‌ماند.
- رومانی مجبور به واگذاری گذرگاه‌های کوه‌های کارپات به اتریش-مجارستان گردید.
- رومانی مجبور شد چاه‌های نفت خود را تا ۹۰ سال بعد به آلمان واگذار نماید.
- قدرت‌های محور، ناحیه بیسارابیا را به قلمرو رومانی محلق نمودند.